# نهائي كأس الكؤوس الإفريقية 1982
نهائي كأس أفريقيا للأندية أبطال الكؤوس 1982 هي المباراة النهائية للنسخة السابعة من كأس أفريقيا للأندية أبطال الكؤوس .
وتوج بها المقاولون العرب المصري على حساب باور ديناموز الزامبي . وهذه أول بطولة عربية في هذه البطولة .

## الفرق
| الفريق          | المنطقة           | وصول سابق (الخط الغليظ يشير إلى بطل تلك النسخة) |
| --------------- | ----------------- | ----------------------------------------------- |
| المقاولون العرب | شمال أفريقيا UNAF | 0                                               |
| باور ديناموز    | شرق أفريقيا       | 0                                               |

## الوصول إلى النهائي
| الفريق        | الدور       | إجم. | نتيجة.ذ | نتيجة.إ |
| ------------- | ----------- | ---- | ------- | ------- |
| أفريكا سبورت  | ربع النهائي | 3–2  | 0–2     | 3–0     |
| هارتس أوف أوك | نصف النهائي | 3–2  | 1–1     | 2–1     |

| الفريق                         | الدور       | إجم. | نتيجة.ذ | نتيجة.إ |
| ------------------------------ | ----------- | ---- | ------- | ------- |
| سونترال أفريكان سوسيتي يونايتد | ربع النهائي | 5–1  | 2–1     | 3–0     |
| دجوليبا                        | نصف النهائي | 2–1  | 0–0     | 2–1     |

## النهائي
| المقاولون العرب | 2–0   | باور ديناموز |
| --------------- | ----- | ------------ |
|                 | تقرير |              |

| باور ديناموز | 0–2   | المقاولون العرب |
| ------------ | ----- | --------------- |
|              | تقرير |                 |